# Dicropaltum rubicundus
Dicropaltum rubicundus là một loài ruồi trong họ Asilidae. Dicropaltum rubicundus được Hine miêu tả năm 1909. Loài này phân bố ở vùng Tân Bắc giới.